# Shahdara
Der Distrikt Shahdara (Hindi शाहदरा ज़िला, englisch Shahdara District, Urdu ضلع شاہدرہ, Panjabi ਸ਼ਾਹਦਰਾ ਜ਼ਿਲ੍ਹਾ، شاہدرہ ضلع) ist ein Distrikt des Nationalen Hauptstadtterritoriums Delhi in Indien. Er ist Teil der eine einzige Agglomeration bildenden Megastadt Delhi. Der Distrikt wurde im Jahr 2012 gegründet.

## Geographie
Der Distrikt liegt im Osten des Hauptstadtterritoriums auf der orographisch linken Seite des Yamuna. Er grenzt dort an die Stadt Ghaziabad im benachbarten Bundesstaat Uttar Pradesh.

## Verwaltungsgliederung
Der Distrikt Shahdara ist wie die übrigen zehn Distrikte des Hauptstadtterritoriums in drei tehsils (Subdistrikte) unterteilt, nämlich Shahdara, Seemapuri und Vivek Vihar.

## Geschichte

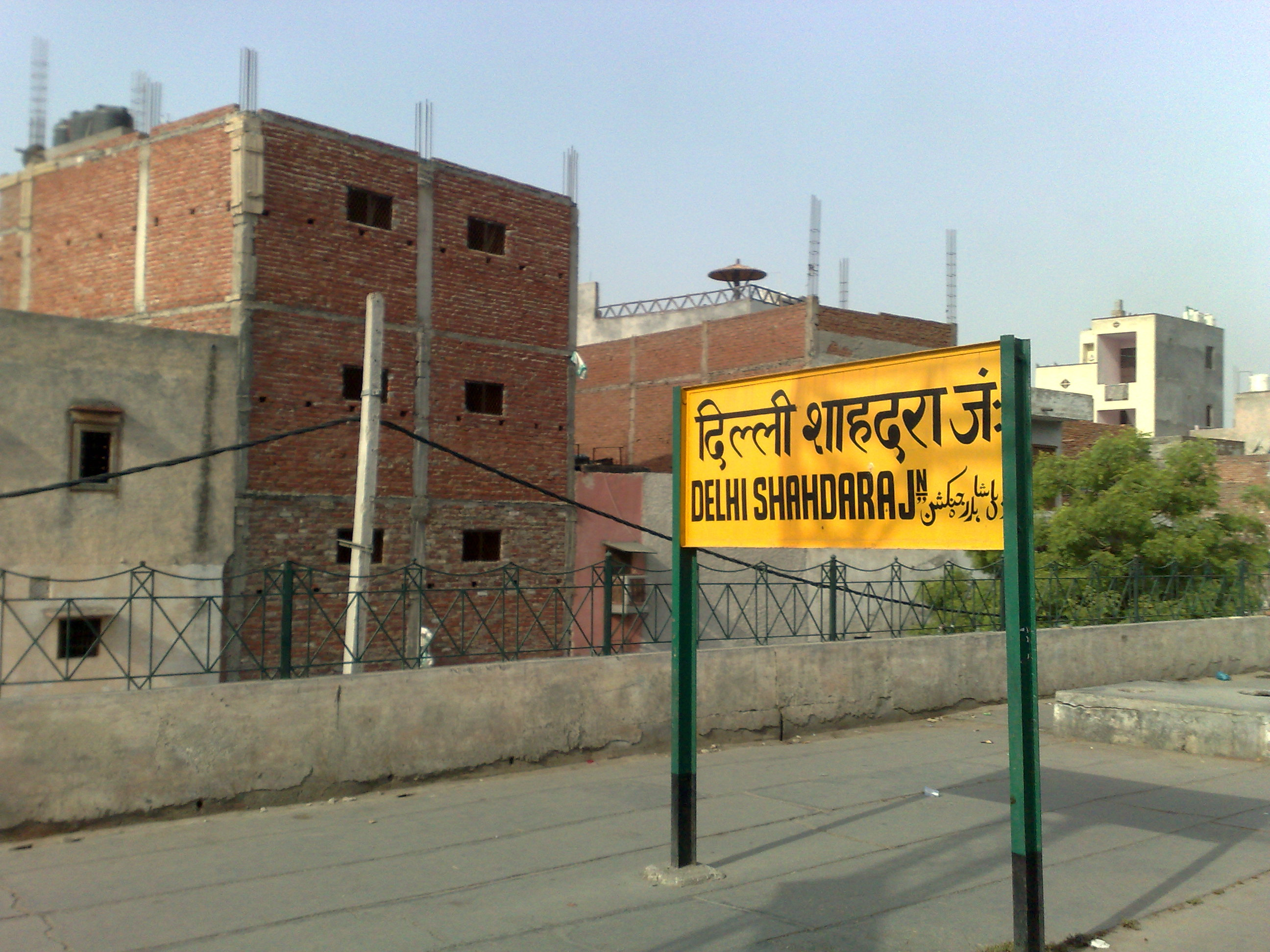
Bahnsteig am Bahnhof Shahdara Junction

Der Distrikt Shahdara wurde bei der Reorganisation der Distrikte Delhis im Jahr 2012 gegründet. Er entstand aus Teilen der Distrikte East Delhi und North East Delhi.